# Ghost in the Shell (film, 2017)
Ghost in the Shell är en amerikansk film baserad på en japansk mangaserie med samma namn. Filmens protagonister spelas av Scarlett Johansson, Pilou Asbæk, Michael Pitt, Takeshi Kitano och Juliette Binoche. Filmen hade biopremiär den 31 mars 2017.

## Rollista
- Scarlett Johansson som The Major
- Pilou Asbæk som Batou
- Michael Pitt som The Laughing Man
- Takeshi Kitano som Daisuke Aramaki
- Juliette Binoche som Dr. Ouelet
- Rila Fukushima
- Kaori Momoi
- Chin Han
- Danusia Samal
- Lasarus Ratuere
- Yutaka Izumihara
- Tuwanda Manyimo